# Дацьки (Яворівський район)
Дацьки́ —  село в Україні, у Яворівському районі Львівської області. Населення становить 109 осіб. Орган місцевого самоврядування - Яворівська міська рада.